# José Goterris Sanmiguel
José Goterris Sanmiguel (Villarreal, 27 de mayo de 1873 - 6 de mayo de 1930) fue un músico, compositor y director español.

## Biografía

### Infancia y juventud
José Goterris nació el 27 de mayo de 1873 en la casa familiar de la calle del Hospital (actual número 15 de la calle Artana) de Villarreal. Sus padres, Ramón Goterris Cubedo y Concepción Sanmiguel Broch, se dedicaban a las labores del campo y tuvieron diez hijos. Las necesidades de la numerosa familia obligaron a José y sus hermanos a trabajar tan solo unos meses después de iniciar sus estudios en la escuela. No obstante, desde muy pequeño mostró una incipiente inclinación hacia la música, aunque sus padres se lo reprochaban por ser una profesión poco reconocida socialmente.
Así y todo, aprendió de forma autodidacta a tocar la guitarra, instrumento por el que se declinó debido a la admiración que profesaba al también vila-realense Francisco Tárrega Eixea. Goterris se fijaba e imitaba su manera de coger la guitarra, de mover los dedos e incluso sus gestos. Tanto fue así, que cuando el ilustre guitarrista le oyó tocar se quedó sorprendido y le ofreció dar algunas clases. Esta dedicación, no obstante, se truncó al tener que marchar a cumplir el servicio militar a la guerra de Cuba. Durante su estancia en la isla fue reclamado por uno de los cabos militares para enseñar guitarra a su hija, generando una simpatía por el músico que favoreció su pronta licencia para poder volver a casa.
Poco después de su retorno a Villarreal, contrajo matrimonio con Vicenta Rambla Rovira el 10 de mayo de 1899 en la Iglesia Arciprestal de San Jaime. De este matrimonio nacerán dos hijos, Vicenta y José, que seguirá los pasos de su padre en la música. La familia estableció su domicilio en la casa del número 43 de la calle Obispo Rocamora, en la que aún hoy se pueden apreciar en el balcón unas forjas decorativas con motivos musicales. En estos años entre los siglos XIX y XX, además, inicia su formación en la composición animado por algunos compañeros y amigos. Estudia armonía con Julián Domínguez, que entonces era director de la banda de música local; y contrapunto y fuga con José Llurba, profesor de música de la vecina localidad de Burriana.

### Madurez
En 1906, José Goterris y su amigo Manuel Peiró, con quien colaboraba como libretista, se trasladan a Madrid durante una temporada para dar a conocer su zarzuela La paloma. Consiguieron que su partitura se leyera en el Teatro de la Zarzuela con la participación de la popular soprano Lucrecia Arana, pero los intereses comerciales impidieron el éxito de su obra. Para ganarse la vida durante su estancia en la capital española, sabemos que Goterris dio un concierto en el conservatorio y fue nombrado profesor de guitarra y bandurria del Centro Aragonés. Además, vendió diversos cuplés que escribió y el Teatro Apolo le encargó la composición de una zarzuela sobre un libreto de Ramón Trilles, La fuente del cerro. De su estancia en Madrid, de la que no guardará buenos recuerdos, se llevó las relaciones que estableció con Vicente Almela, abogado y redactor del Heraldo de Madrid, y Ruiz de Velasco, subdirector del diario El sol, quienes respaldarían desinteresadamente su carrera musical.
Tras su regreso a Villarreal sigue trabajando en la composición lírica. En septiembre de 1908 se estrena en Villarreal otra de sus zarzuelas, Capricho regio, con libreto de Manuel Latorre, que tuvo muy buena aceptación en la crítica de la época y fue interpretada en otros lugares como Castellón y Zaragoza. En esta época, ya gozaba de cierta aceptación como músico, ya que en 1911 fue nombrado director de la Banda de Música de Villarreal por el ayuntamiento de la ciudad, sustituyendo a Manuel Ahís Cerezo después de su abandono. Esta noticia, sin embargo, no fue bien recibida en el seno de la sociedad y causó un gran revuelo entre los miembros de la agrupación.

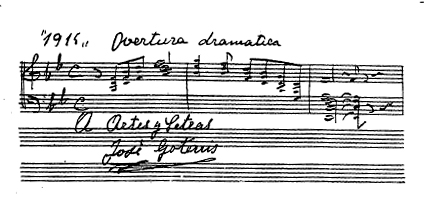
Autógrafo de José Goterris

No obstante, el trabajo de Goterris al frente de la banda fue impecable. Además de terminar con los conflictos internos que se venían dando desde hacía mucho tiempo, solo dos años después consiguió su primer éxito al frente de la agrupación: el segundo premio y un premio adicional en el certamen celebrado en Burriana en septiembre de 1913. Este premio se repetiría en 1915, año que también consiguen el primer premio de la segunda sección en el certamen de bandas civiles celebrado en Valencia en julio. Todos estos satisfactorios méritos ayudaron a Goterris a que los músicos vila-realenses aceptaran su valía, según él mismo afirma en una entrevista concedida a la revista Arte y letras.
Todos estos triunfos, sin embargo, también le otorgaron algunos detractores que no tardaron en criticar la interpretación de la banda dirigida por Goterris y la injusta calificación de los miembros del jurado. Un vecino de la Vall d'Uixó, bajo el seudónimo de "filarmónico", publicó en el periódico La unión diversas cartas en las que firmaba párrafos como el siguiente: 
```
«Pero ¡oh, queridos comprovincianos y colegas en filarmonía! vuestro triunfo, es decir, el triunfo del Wagner de la Plana, ya lo esperábamos. Después de ambos certámenes de Burriana, adquirimos la convicción de que el prodigio lírico que vivía postergado a la sombra venerada de san Pascual llegaría [...] y hemos acertado en nuestros pronósticos acerca de Goterris I, Emperador del contrapunto.» (
La unión
, 14/08/1915)
```

A pesar de esto, el ánimo de Goterris no decayó en ningún momento. El éxito en el certamen de Valencia de su obertura Europa 1915, escrita para la ocasión, le animó más todavía en el oficio de la composición. Durante esta etapa compone numerosas obras de diferentes géneros, especialmente escritas para la banda que él mismo dirigía. El estudio de su catálogo permite saber que presentó algunas de sus partituras a concursos durante la década de 1920. De esta manera, en 1922 fue premiada en los Juegos florales celebrados durante las fiestas de san Pascual su Marcha a la ciudad de Villarreal, que se convertirá en el himno oficial de la ciudad.

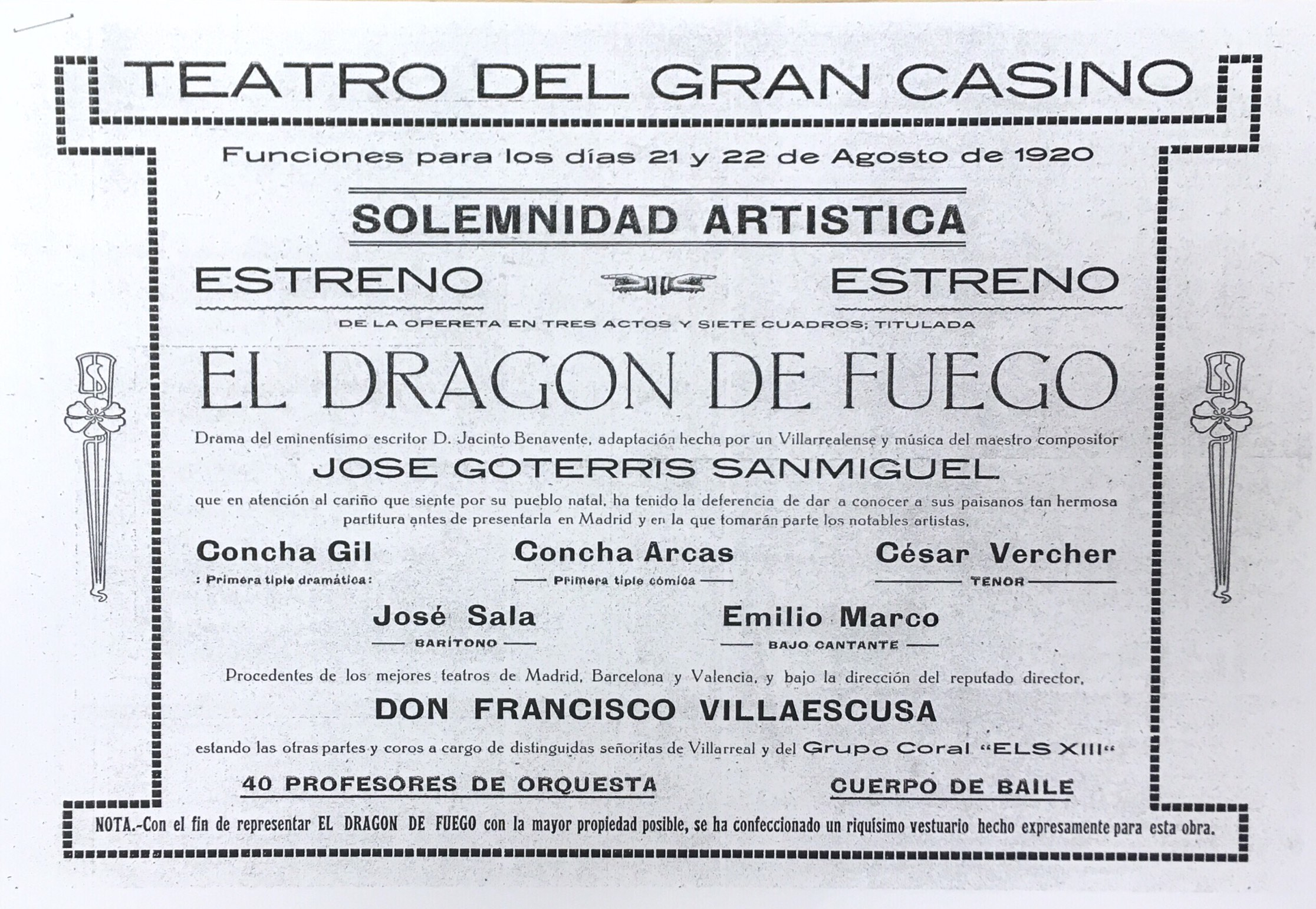
Cartel del estreno de la opereta "El dragón de fuego"

Además, desde 1916 Goterris había empezado a intercambiar cartas con Jacinto Benavente, a quien pidió permiso para musicar alguna de sus obras. Finalmente, la obra escogida fue El dragón de fuego, cuyo libreto fue adaptado por el poeta vila-realense Francisco Moreno Gil. La obra fue estrenada, en versión de opereta, el 21 de agosto de 1920 en el teatro del Gran Casino de Villarreal. No obstante, el compositor continuó trabajando en el desarrollo de esta obra durante unos años, hasta que en 1925 la presentó al Concurso Nacional de Óperas convocado por el Gran Teatro del Liceo de Barcelona. Durante este periodo, José Goterris no dejó de lado la composición de obras para la banda de música local ni para la orquesta de baile Orquesta Villarrealense, que él mismo había fundado en 1922.
En su última etapa al frente de la banda de música de Villarreal volvió a presentarse a diversos certámenes, esta vez sin tanto éxito. El primero fue el celebrado en Valencia en julio de 1927, para el que Goterris volvió a escribir una pieza, Odisea gitana. Aunque no les valiera ningún premio, la obra fue altamente elogiada por la prensa de la época. El año siguiente, la agrupación participó en un certamen celebrado en Castellón, donde se produjeron ciertas desavenencias entre el compositor y Eduardo Felip, director de la banda municipal de la capital de la Plana y miembro del jurado en esa ocasión.

### Muerte y reconocimientos
En febrero de 1930 se celebró en Villarreal un concierto con motivo de la onomástica de Andrés Gómez Bagué, notario local, en el que Goterris participó con la guitarra junto a su hijo, que tocaba el violín, y la pianista Carmen Vidal. Esta actuación sería la última del músico vila-realense, que el día 6 de mayo del mismo año murió debido a un problema estomacal que le había ido consumiendo durante los meses anteriores.
La muerte de José Goterris causó una gran conmoción en Villarreal, que se declaró oficialmente en duelo. Los comercios y los almacenes de naranjas cerraron para que todos sus trabajadores pudieran asistir al funeral, un acto multitudinario en el que participaron todas las autoridades locales, diversas bandas de música de la provincia y el poeta Carlos Sarthou, que dedicó unas sentidas palabras al que había sido su amigo. La prensa de la época cuenta que «los músicos de su querida banda, que lo acompañaron en su último viaje con lágrimas en los ojos, cuando se dispusieron a darle sepultura, iniciaron los acordes de la Marcha a la ciudad. Nada más empezar los primeros compases, el gentío rompió el silencio para lanzar vivas al maestro y se iniciaron unos calurosos aplausos, hasta tal punto que los músicos, emocionados, no pudieron acabar su interpretación.»
El recuerdo de José Goterris marcó muchas generaciones de músicos en Villarreal. Muy poco después de su fallecimiento empezaron una serie de movimientos para reconocer los méritos del músico y perpetuar su memoria. Uno de los primeros fue la recaudación de fondos, mediante conciertos, para la construcción de una lápida. El éxito de la convocatoria se vio reflejado en una obra del escultor local José Ortells López, inaugurada el 6 de mayo de 1932 en el cementerio local, donde aún se puede encontrar. Otro recuerdo importante será el que le dedicaron algunos amigos en el Diario de Castellón del 24 de mayo de 1931 con la publicación de diversos escritos en su memoria. Entre ellos destaca el del padre Ochando que, además de dedicar unas emotivas palabras a Goterris, hace una de las relaciones más completas de sus obras que podemos encontrar.
Durante mucho tiempo, las páginas de José Goterris serán protagonistas de los conciertos celebrados en Villarreal, llegándose a interpretar incluso en Cullera, Valencia o Barcelona. Sin embargo, con el paso del tiempo su figura fue cayendo en el olvido y habrá que esperar hasta 1964 para que el músico dé nombre a una calle, donde se establecerá el conservatorio que, desde su creación en 1983, también ostenta la denominación de "Mestre Goterris".

## Obras
El catálogo de José Goterris es de difícil definición, ya que muchas de sus obras se han perdido con el tiempo o se desconoce su paradero. Es el caso de las zarzuelas El país del placer o La fuente del cerro, los pasodobles Pacífico o Por la paz, sus estudios para guitarra o los numerosos bailables que escribió. Además, es habitual que no firmara sus composiciones, o incluso que no las dotara de un título, lo que dificulta su catalogación. Aún con todo esto, podemos encontrar un elevado número de manuscritos, conservados en el Archivo Municipal de Villarreal, en el de la Unió Musical la Lira de Villarreal o por sus propios herederos.
Por otra parte, a lo largo de la década de 1970, Vicente J. Tena realizó una recopilación de la obra de José Goterris, que aunó en siete volúmenes editados conjuntamente por el Ayuntamiento de Villarreal, la Diputación de Castellón y la Caja Rural Católico-Agraria de Villarreal.

### Obras líricas
- Capricho regio (1908). Zarzuela, con libreto de Manuel Latorre.
- El carrillón o El demonio ha entrado en Flandes. Zarzuela en un acto, con libreto de Luis Pascual Frutos.
- El dragón de fuego (1920-5). Ópera en tres actos sobre un drama homónimo de Jacinto Benavente. Libreto de Francisco Moreno Gil.
- Fuensantica. Zarzuela, incompleta.
- La niña de nácar (1922). Sainete lírico-dramático en un acto, con libreto de Manuel Ruiz Aguirre.
- La pájara. Zarzuela.
- La paloma (1906). Zarzuela en un acto, con libreto de Manuel Peiró.
- La suerte. Zarzuela.
- Lola la risueña (1922). Sainete andaluz en un acto, con libreto de Manuel Ruiz Aguirre.
- Sino de Gotha. Zarzuela.

### Obras sinfónicas
- A las diez en punto (1914). Serenata para banda.
- Europa 1915 (1915). Obertura con versiones para banda, orquesta sinfónica y orquesta de cámara.
- Odisea gitana (1927). Cuadro sinfónico con versiones para banda y orquesta sinfónica.
- Rapsodia sobre motivos valencianos, bajo el lema Mijares.

### Pasodobles y dianas
- Aguas potables, pasodoble dedicado a Vicente Amorós.
- Al casino antiguo (1928), pasodoble.
- Compromiso, diana.
- El 10 de mayo, pasodoble.
- Josefina, diana.
- La boda de Corbató (1922), pasodoble.
- Llorens,(1924) pasodoble ciclista.
- Martínez (1926), pasodoble.
- Militar, diana.
- Triquiñuelas, pasodoble dedicado al torero Manolo Martínez.
- Vernia (1913), pasodoble dedicado al torero Ernesto Vernia.
- Villarreal  (1914), pasodoble.

### Marchas
- A la santísima Virgen, marcha mixta.
- A la Virgen de Gracia, marcha regular.
- Concepción, marcha regular.
- Crespones, marcha fúnebre.
- Despedida de la Virgen de Gracia, marcha de procesión.
- Fatal, marcha fúnebre.
- Gratitud, marcha regular.
- Marcha a la ciudad de Villarreal.
- Marcha triunfal.
- Recepción de la Virgen de Gracia, marcha de procesión.
- Rosario, marcha de procesión.

### Himnos
- Himno a san Antonio de Padua, para dos voces y órgano.
- Himno a santa Clotilde, para tiple, coro y órgano. Con letra de Vicente Sarthou.
- Himno a Villarreal, con letra de Francisco Moreno Gil.

### Música ligera
- Avalon, fox-trot.
- Recreativo, fox-trot.
- Schotis.